# Andrew Mewing
Andrew Mewing (Australia, 1981) es un nadador  retirado especializado en pruebas de estilo libre media distancia, donde consiguió ser subcampeón mundial en 2007 en los 4×200 metros estilo libre.

## Carrera deportiva
En el Campeonato Mundial de Natación de 2007 celebrado en Melbourne ganó la medalla de plata en los relevos de 4×200 metros estilo libre, con un tiempo de 7:10.05 segundos, tras Estados Unidos (oro con 7:03.24 segundos que fue récord del mundo) y por delante de Canadá (bronce con 7:10.70 segundos).